# Gabriele Rollnik
Gabriele Rollnik (* 14. Mai 1950 in Dortmund) ist eine deutsche ehemalige Terroristin. Sie war Mitglied der Bewegung 2. Juni, wurde 1981 zu 15 Jahren Freiheitsstrafe verurteilt und am 14. September 1992 entlassen.

## Leben
Gabriele Rollnik ging 1970 nach West-Berlin, um Soziologie zu studieren. Politische Aktivitäten und der Einfluss der Frauenbewegung ließen sie der Gruppe Internationale Marxisten beitreten. Sie brach kurz vor dem Diplom ihr Studium ab, um bei der Firma Telefunken eine Stelle als Montiererin anzunehmen und ihre Kolleginnen zu agitieren.

### Bewegung 2. Juni
Noch während der Tätigkeit bei Telefunken wurde sie gefragt, ob sie ihre Wohnung Till Meyer zur Verfügung stellen könne, dem gerade aus der Haft ausgebrochenen Mitbegründer der Bewegung 2. Juni. Sie war dazu bereit und kam so in engeren Kontakt mit der Terrororganisation. 1974 tauchte sie selbst ab und arbeitete an der Planung und Durchführung der Peter-Lorenz-Entführung von 1975 mit, durch die fünf Gefangene von RAF und Bewegung 2. Juni freigepresst wurden. Im Herbst 1975 wurde Rollnik in Berlin verhaftet.
Im Juli 1976 gelang ihr zusammen mit Monika Berberich, Juliane Plambeck und Inge Viett die Flucht aus der Strafvollzugsanstalt für Frauen in Berlin.
Um die ökonomische Grundlage für einen Neuaufbau von Strukturen und Strategie zu schaffen, wurde beschlossen, eine Aktion zur Geldbeschaffung durchzuführen. Um dem Fahndungsdruck in der Bundesrepublik Deutschland auszuweichen, wurde hierfür Wien ausgewählt. Am 9. November 1977 wurde der österreichische Unternehmer Walter Michael Palmers nach mehreren Monaten Planung in Wien entführt. Nach einer Zahlung von 31 Millionen Schilling wurde er nach 100 Stunden Gefangenschaft von seinen Entführern freigelassen. In der Folge wurden Thomas Gratt und Othmar Keplinger in Chiasso an der Schweizer Grenze sowie Reinhard Pitsch, der nicht ins Ausland zu fliehen versuchte und in Wien geblieben war, festgenommen und verurteilt.
Mit der nun geschaffenen finanziellen Basis wurden in der Bewegung 2. Juni, unter dem Eindruck des deutschen Herbsts 1977, neue Ziele diskutiert. Rollnik vertrat in der Gruppe die Linie, sich der RAF anzunähern, möglicherweise zu vereinigen. Zwei Wochen nach der Befreiung von Till Meyer aus der Justizvollzugsanstalt Berlin-Moabit 1978 wurde Rollnik zusammen mit Meyer, Gudrun Stürmer und Angelika Goder in der bulgarischen Hafenstadt Burgas verhaftet. 1981 wurde sie zu 15 Jahren Freiheitsstrafe verurteilt.

### Nach der Haft
Seit ihrer Entlassung aus dem Gefängnis 1992 lebt und arbeitet Rollnik in Hamburg. Sie ist die Lebensgefährtin von Karl-Heinz Dellwo und arbeitet als Kinder- und Jugendtherapeutin. 2004 erschien ein Buch über ihre Erfahrungen in der Terrorbewegung. Im Dokumentarfilm Keine Insel (Regie: Michael Gartner und Alexander Binder), der im Oktober 2006 auf der Viennale erstmals gezeigt wurde, spricht u. a. Rollnik über die Zeit rund um die Palmers-Entführung in Wien 1977.

## Schriften
- mit Daniel Dubbe: Keine Angst vor niemand. Über die Siebziger, die Bewegung 2. Juni und die RAF. Edition Nautilus, Hamburg 2004, ISBN 3-89401-436-9.
- Nach dem bewaffneten Kampf. In: Angelika Holderer (Hrsg.): Nach dem bewaffneten Kampf. Ehemalige Mitglieder der RAF und Bewegung 2. Juni sprechen mit Therapeuten über ihre Vergangenheit. Psychosozial-Verlag, Gießen 2007, ISBN 978-3-89806-588-7, S. 143–152.